# Горский-Чернышёв, Николай Андреевич
Николай Андреевич Горский-Чернышёв (род. 1 октября 1964 года, Москва, РСФСР, СССР) — советский и российский художник, академик Российской академии художеств (2021).

## Биография
Родился 1 октября 1964 года в Москве, где живёт и работает.
В 1982 году окончил с золотой медалью Московскую среднюю художественную школу.
В 1988 году с отличием окончил Московский государственный художественный институт имени Сурикова, мастерская станковой живописи (руководитель — народный художник СССР Т. Т. Салахов).
С 1989 года — член Союза художников СССР, России.
С 1992 по 1996 годы продолжил свое образование в творческих мастерских живописи Российской Академии художеств под руководством народных художников СССР, академиков братьев Ткачёвых.
С 2005 по 2007 годы руководил занятиями в живописной мастерской факультета искусств МГУ.
В 2005 году избран академиком Петровской Академии наук и искусств.
В 2011 году избран членом-корреспондентом Российской академии художеств от Отделения живописи.
С 2011 года преподаёт на факультете живописи МГАХИ имени В. И. Сурикова, доцент кафедры живописи и композиции.
В 2021 году избран академиком Российской академии художеств от Отделения живописи.
Член Правления Московской организации Союза художников России, председатель живописной комиссии МОСХ России, член Правления Товарищества московских живописцев, член Правления Центрального Дома работников искусств, действительный член Общества изящных искусств Флоренции (Италия).
Произведения представлены в музеях и частных собраниях России и за рубежом.

### Семья
- отец — советский и российский художник, заслуженный художник РСФСР (1982), народный художник Российской Федерации (1996) Андрей Петрович Горский (1926—2015)
- мать — советский и российский художник, заслуженный художник РСФСР (1981), народный художник Российской Федерации (2000), член-корреспондент Российской академии художеств (2012) Екатерина Николаевна Чернышёва (1935—2022).

## Награды
- Заслуженный художник Российской Федерации (2005)[1]